# Niepeltia
Niepeltia is een geslacht van vlinders van de familie dwergmineermotten (Nepticulidae), uit de onderfamilie Nepticulinae.

## Soorten
- N. acumenta Scoble, 1980
- N. bispinata Scoble, 1980
- N. fulva Scoble, 1980
- N. fuscofascia Scoble, 1980
- N. krooni Scoble, 1980
- N. lundiensis Scoble, 1980
- N. mariepsensis Scoble, 1980
- N. minimella (Rebel, 1926)
- N. molleivora Scoble, 1980
- N. obliquella Scoble, 1980
- N. platani (Müller-Rutz, 1934)
- N. pundaensis Scoble, 1980
- N. rubiaevora Scoble, 1980
- N. sellata Scoble, 1980
- N. umdoniensis Scoble, 1980
- N. vacuolata Scoble, 1980
- N. vumbaensis Scoble, 1980
- N. zeyheriae Scoble, 1980